# Josef Korbel
Pour les articles homonymes, voir Korbel.
Josef Korbel, né Josef Körbel le 20 septembre 1909 à Kyšperk (Autriche-Hongrie, maintenant Letohrad en République tchèque) et mort le 18 juillet 1977 à Denver (Colorado, États-Unis), est un diplomate tchécoslovaque devenu professeur d'université aux États-Unis.

## Biographie
Après avoir servi le gouvernement tchécoslovaque comme diplomate, il fuit l'invasion nazie de son pays en 1939 en raison de son origine juive, et malgré sa conversion au catholicisme. Il devient alors conseiller d'Edvard Beneš, le président tchécoslovaque exilé à Londres, jusqu'à la défaite nazie de 1945. Il retourne ensuite à Prague et, à la demande du président Beneš, sert comme ambassadeur en Yougoslavie jusqu'à la prise de pouvoir des communistes en 1948. Ce coup d'État le force à fuir à nouveau son pays. En 1949, il obtient l'asile politique aux États-Unis, où il enseigne la politique internationale à l'université de Denver.
Il est le père de Madeleine Albright, ancienne secrétaire d'État des États-Unis. Il a eu comme élève Condoleezza Rice, qui fut également secrétaire d'État.